# بشبنار- بشيري
بشبينار (بالكردية: Aranz) هي قرية تقع في قضاء بشيري بمحافظة باطمان في تركيا. يسكن القرية أكراد، وغالبيتهم من الإيزيديين، ويُقدّر عدد سكانها بـ1,756 نسمة بحسب إحصاءات عام 2021.
ترتبط إداريًا بالقرية كل من دوروكلو وسوتلوجي. قرية دوروكلو، المعروفة أيضًا باسم Kanî Sork أو Koniserik، يسكنها أيضًا الإيزيديون.

## المراجع

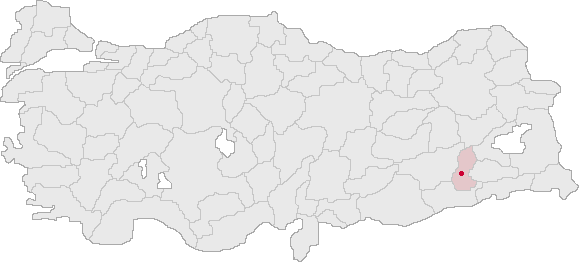
ولاية بطمان الواقعة أقصى جنوب شرق تركيا في منطقة كردستان تركيا.